# Herbert Danler
Herbert Danler (* 24. November 1928 in Fulpmes; † 19. Juli 2011 in Telfes im Stubai) war ein österreichischer akademischer Maler.

## Leben
1949 erlangte Danler an der Oberrealschule in Innsbruck (heute Bundesrealgymnasium Innsbruck am Adolf-Pichler-Platz) die Matura. Zwischen 1949 und 1952 erlernte er zunächst das Malerhandwerk im Betrieb seines Vaters in Fulpmes und besuchte die Meisterschule für das Malerhandwerk in Baden bei Wien. An der Akademie der bildenden Künste Wien studierte Danler von 1952 bis 1957 bei Franz Elsner und Herbert Boeckl und belegte die Studienfächer Bildnerische Erziehung und Werkerziehung. Bei Elsner stand die Förderung einer freien Künstlerpersönlichkeit im Vordergrund, dessen bevorzugte Motive waren Landschaften, Stillleben, Porträts und Tierbilder. Boeckl, der innovative Vorstellungen eines neuen Landschaftsbildes definierte, prägte Herbert Danler stark; bei diesem war auch der für alle Studenten verpflichtende Abendakt zu besuchen. Auch mit Hans Weber-Tyrol teilte er viele künstlerische Ansichten. Außerdem studierte er Geschichte an der Universität Wien. 1957 erhielt er sein Diplom für Malerei und den Meisterschulpreis sowie den Begabtenförderungspreis des Bundesministeriums für Unterricht, Kunst und Kultur. 1958 heiratete er Theresia Huber aus Schwaz, mit der er insgesamt sechs Kinder hatte.

## Werdegang
Von 1957 bis 1984 war Danler Kunsterzieher am Bundesrealgymnasium in Landeck, wo er zahlreiche seiner Schüler genauso für die Kunst begeistern konnte wie die vielen Teilnehmer seiner Seminare an der Landecker Volkshochschule. Zu seinen Schülern zählten unter anderem Chryseldis Hofer-Mitterer, Norbert Pümpel und Elmar Peintner. Von 1962 bis 1971 lehrte er zusätzlich auch an der Pädagogischen Akademie Zams, dem Vorläufer der nunmehrigen Kirchlichen Pädagogischen Hochschule Edith Stein in Stams. Viele Jahre war er auch Vorsitzender der Tiroler Kunsterzieher. Nach seiner aus gesundheitlichen Gründen erfolgten Pensionierung verließ er im Jahr 1984 Landeck und wirkte seit 1985 als freischaffender Künstler in Telfes im Stubai. Zum Abschied verlieh ihm die Stadtgemeinde Landeck das Kulturehrenzeichen.

## Wirken
1972 war Herbert Danler Gründungsmitglied der Galerie Elefant in Landeck, das Elefanten-Logo stammte von ihm. Diese von Monika Lami († 2018) bis 1999 betriebene erste Privatgalerie zwischen Innsbruck und Bregenz wurde nicht nur zum unverzichtbaren Forum für Oberländer Kulturschaffende, sondern brachte die zeitgenössische Kunst auch einem breiteren Publikum näher. Die Künstlergruppe um Monika Lami bestimmte in den Anfangsjahren das Ausstellungsprogramm und traf auch die Entscheidung über die Aufnahme neuer Mitglieder. 1999 wurde Herbert Danler das Ehrenzeichen des Landes Tirol verliehen. 2008 erhielt er das Goldene Ehrenzeichen der Gemeinde Telfes im Stubai.
Schwerpunkt seines Schaffens sind Werke, welche die heimische Hochgebirgslandschaft und Bergarchitektur im heimatlichen Stubaital, des Oberinntals und seiner Seitentäler, vor allem aber des mediterran anmutenden Vinschgaus zeigen; zu seinen Lieblingsmotiven gehörte zum Beispiel die Ruine Hochgalsaun im Vinschgau. Sein Augenmerk galt vor allem armen, vom Tourismus noch nicht vereinnahmten hochalpinen Tälern, die er in ihrer archaischen Schwere darstellte. „Der über Generationen gewordenen und bewährten Architektur gibt er in seiner Malerei eine Selbstverständlichkeit  der Verbundenheit und Einheit mit der Natur und stilisiert sie mit großer Sensibilität zur Darstellung und Sehnsucht der vergangenen Zeit, die unserer Idealisierung, Empfindung und Vorstellung der alpenländischen Tradition entspricht“, so eine Würdigung seines künstlerischen Schaffens. Der Künstler versuchte zwar, die Bekanntschaft der Bewohner der Umgebung einzugehen. Allerdings schenkte er der menschlichen Figur im Bild keine direkte Aufmerksamkeit und hielt ihn dennoch im Kern der Aussage evident. Der Duktus seiner archaischen, impulsiv vor dem Objekt entstandenen Zustandsbilder ist expressiv, kippt in den späten 70er-Jahren bisweilen fast ins Abstrakte. In seinen gemalten Architekturen kommen sowohl archaische Schönheit und Kraft, aber auch existentielle Erfahrungen eines schmerzhaften Verlustes zum Ausdruck. Danlers Schaffen in den 70er-Jahren ist gekennzeichnet vom Bestreben, die in der Realität vorgefundenen Motive in die nach seinem momentanen Empfinden gültigen Formenwerte zu zergliedern und mit diesen Bausteinen neue Raumordnungen im Bild zu schaffen. Der Farbauftrag ist stark pastos, die Farben sind kräftig, das Wirkliche reduziert er im Laufe seiner künstlerischen Tätigkeit schließlich immer stärker zu wuchtigen Metaphern. „Komprimiert in einer tonigen Farbigkeit zu schwerblütig daherkommenden Ikonen.“ Typisch sind starke Konturen, flächige Komposition, außer bei einigen ungewohnt expressiv, fast wild angelegten Großformaten. Danlers Handschrift, im Frühwerk durch ungebrochene Farbigkeit gekennzeichnet, wechselte in den späten Jahren ins Dekorative, formal Stereotype, farblich Blutleere, vor allem in Ocker-, Braun-, Grau- und Weißwerte im Stile des Kubismus, gekennzeichnet durch den Willen zur Reduktion, zur Abstrahierung der Formen und zur durch Stille erzeugten Monumentalität. Nur in seinen Aquarellen und Gouachen outet er sich als intuitiver, auch das Zufällige zulassender Spieler mit Farben und Licht. Dabei konnten tektonische, im Atelier gebaute, breit hingestrichene temperamentvolle Landschaften entstehen. In diesen vor dem Motiv entstandenen Impressionen geht es Danler nicht um ein exaktes Abbild, sondern um Stimmungen beim Akt des Malens, auf deren Grundlage wunderbar luftige Papierarbeiten entstehen konnten.
Zahlreiche seiner Ölbilder mit ihren erdigen Farben und kräftigen Konturen stellen nunmehr so wie seine Steindrucke Zeugnisse einer verfallenden Hochgebirgsarchitektur dar, wie es sie heute nicht mehr gibt – „Abgesänge an eine fast untergegangene Welt.“ In der Radierung brachte es Danler zu einer Meisterschaft, die archaischen Lebensumstände schonungslos vor Augen zu führen und zum nostalgisch durchpulsten Nachrufer auf das Gestern zu werden. Die duale Problematik um Schönheit/Kultur und Verlust/Entwurzelung prägt die künstlerische Arbeit Danlers und hat ihn nie losgelassen, er gibt ihr intuitiv-instinktiv Ausdruck in seinen Bildern.
Dem Untergang der bäuerlichen Architektur – den einsamen Gehöften, kleinen Weilern, alten Berghöfen und Bauernhäusern, Burgen und Kapellen – hat er ein bleibendes und eindrucksvolles Denkmal gesetzt, und steht damit in würdiger Nachfolge zu großen Tiroler Künstlerpersönlichkeiten wie Albin Egger-Lienz, Alfons Walde, Paul Flora, Gerhild Diesner oder Max Weiler. Der bedeutenden Tiroler Künstlerpersönlichkeit ging es letztlich um wesentliche menschliche Erfahrungen und um das Unveränderliche der menschlichen Existenz, geprägt vom Bewusstsein über das Kommen und Gehen der Generationen, und deren reale, geistige und kulturelle Hinterlassenschaften als Relikte eines kollektiven Erinnerns. Jeder Fortschritt ist denn auch zweischneidig, weil stets von einem Verlust begleitet, dem Verlust überkommener Werte und Traditionen, verbunden mit neuen Ideologien und einer Veränderung der Sozialstrukturen.
Danler unternahm zahlreiche Malreisen, unter anderem nach Spanien, Griechenland, in die Türkei, nach Marokko, Venedig und nach Kalabrien. Seine Werke wurden in zahlreichen Einzelausstellungen und vielen Ausstellungsbeteiligungen nicht nur in Nord- und Südtirol, sondern auch in Wien, der Schweiz und Deutschland präsentiert. Besonders erwähnenswert ist eine seiner letzten großen Ausstellungen Herbert Danler – ein Lebenswerk im Jahr 2008 in der Säulenhalle des Parlaments in Wien.

## Würdigung
In Telfes wurde der Herbert-Danler-Weg nach ihm benannt.